# Samuel Morneau
Pour les articles homonymes, voir Morneau.
Samuel Morneau (né le 10 février 1990 à Cowansville, dans la province de Québec au Canada) est un joueur canadien de hockey sur glace.

## Carrière de joueur
Choix de 7e ronde des Hurricanes de la Caroline lors du repêchage de la Ligue nationale de hockey de 2008.
Il a commencé sa carrière en 2006-2007 avec le Titan d'Acadie-Bathurst de la Ligue de hockey junior majeur du Québec. Lors des quatre saisons suivantes, il porte les couleurs du Drakkar de Baie-Comeau, des Foreurs de Val-d'Or, des Olympiques de Gatineau et du Rocket de l'Île-du-Prince-Édouard.
En 2011-2012, il évolue au hockey universitaire canadien avec les Stingers de l’Université Concordia.
En septembre 2012, il participe au camp d'entraînement du HC Carvena de Sorel-Tracy de la Ligue nord-américaine de hockey, puis le 29 octobre, il signe un contrat avec les Maroons de Waterloo de la Ligue de hockey sénior des Cantons-de-l'Est.

## Statistiques
| Saison    | Équipe                             | Ligue |    | Saison régulière | Saison régulière | Saison régulière | Saison régulière | Saison régulière |   | Séries éliminatoires | Séries éliminatoires | Séries éliminatoires | Séries éliminatoires | Séries éliminatoires |
| Saison    | Équipe                             | Ligue | PJ | B                | A                | Pts              | Pun              | PJ               | B | A                    | Pts                  | Pun                  |                      |                      |
| 2006-2007 | Titan d'Acadie-Bathurst            | LHJMQ | 51 | 6                | 10               | 16               | 34               | 10               | 1 | 0                    | 1                    | 0                    |                      |                      |
| 2007-2008 | Drakkar de Baie-Comeau             | LHJMQ | 68 | 23               | 19               | 42               | 54               | 5                | 0 | 1                    | 1                    | 8                    |                      |                      |
| 2008-2009 | Foreurs de Val-d'Or                | LHJMQ | 64 | 25               | 29               | 54               | 81               | -                | - | -                    | -                    | -                    |                      |                      |
| 2009-2010 | Foreurs de Val-d'Or                | LHJMQ | 55 | 30               | 32               | 62               | 80               | 6                | 3 | 4                    | 7                    | 20                   |                      |                      |
| 2010-2011 | Olympiques de Gatineau             | LHJMQ | 8  | 7                | 3                | 10               | 12               | -                | - | -                    | -                    | -                    |                      |                      |
| 2010-2011 | Rocket de l'Île-du-Prince-Édouard  | LHJMQ | 59 | 23               | 18               | 41               | 66               | 5                | 2 | 1                    | 3                    | 4                    |                      |                      |
| 2011-2012 | Stingers de l’Université Concordia | SIC   | 19 | 7                | 6                | 13               | 38               | -                | - | -                    | -                    | -                    |                      |                      |
| 2012-2013 | Maroons de Waterloo                | LHSCE | 17 | 19               | 14               | 33               | 24               | 3                | 3 | 3                    | 6                    | 0                    |                      |                      |
| 2013-2014 | Maroons de Waterloo                | LHSCE | 16 | 20               | 15               | 35               | 10               | 10               | 5 | 8                    | 13                   | 12                   |                      |                      |